# Cistícola capdaurada
La cistícola capdaurada (Cisticola exilis) és una espècie d'ocell passeriforme de la família Cisticolidae pròpia de la regió indomalaia i Australàsia.

## Descripció
Fora de l'època reproductiva és molt semblant al Trist, amb el plomatge de les parts superiors de tons marrons amb vetejat fosc i parts inferiors blanquinoses i costats color camussa. Però a l'època de cria els mascles adquireixen plomatge de color groc ataronjat intens al cap, la gola i el pit i les cues es fan més curtes que al plomatge hivernal.

## Distribució i hàbitat
S'estén per gran part de la regió indomalaia i Austràlia, des del subcontinent indi al sud de la Xina, l'arxipèlag malai, Nova Guinea i Austràlia.
L'hàbitat natural són els herbassars al voltant dels aiguamolls i canyissars.

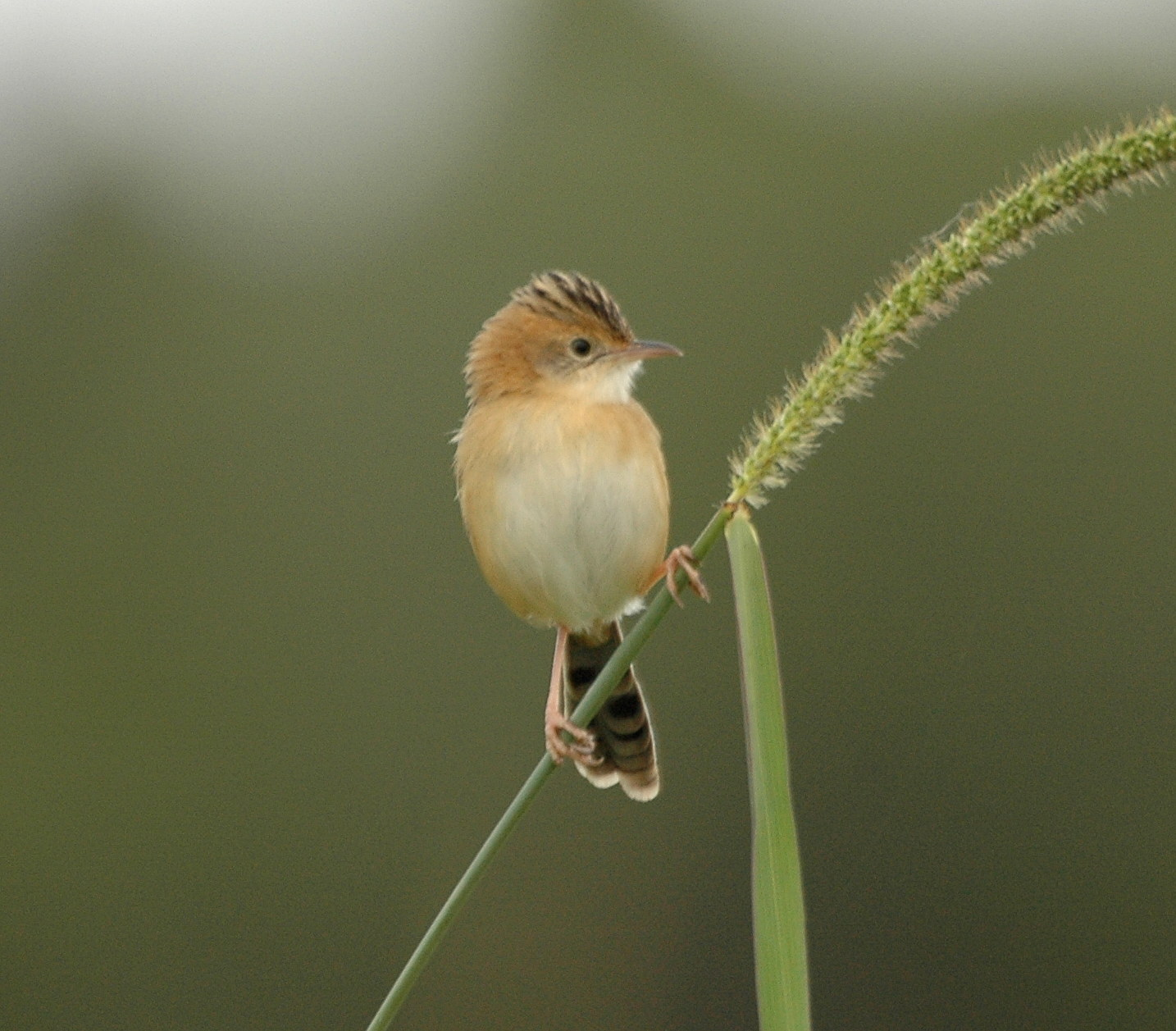
En el llac Samsonvale, Queensland

## Comportament
El niu és una bola d'herba entreteixida amb teranyines amb una entrada lateral.